# Rugby-Union-Weltmeisterschaft 1987

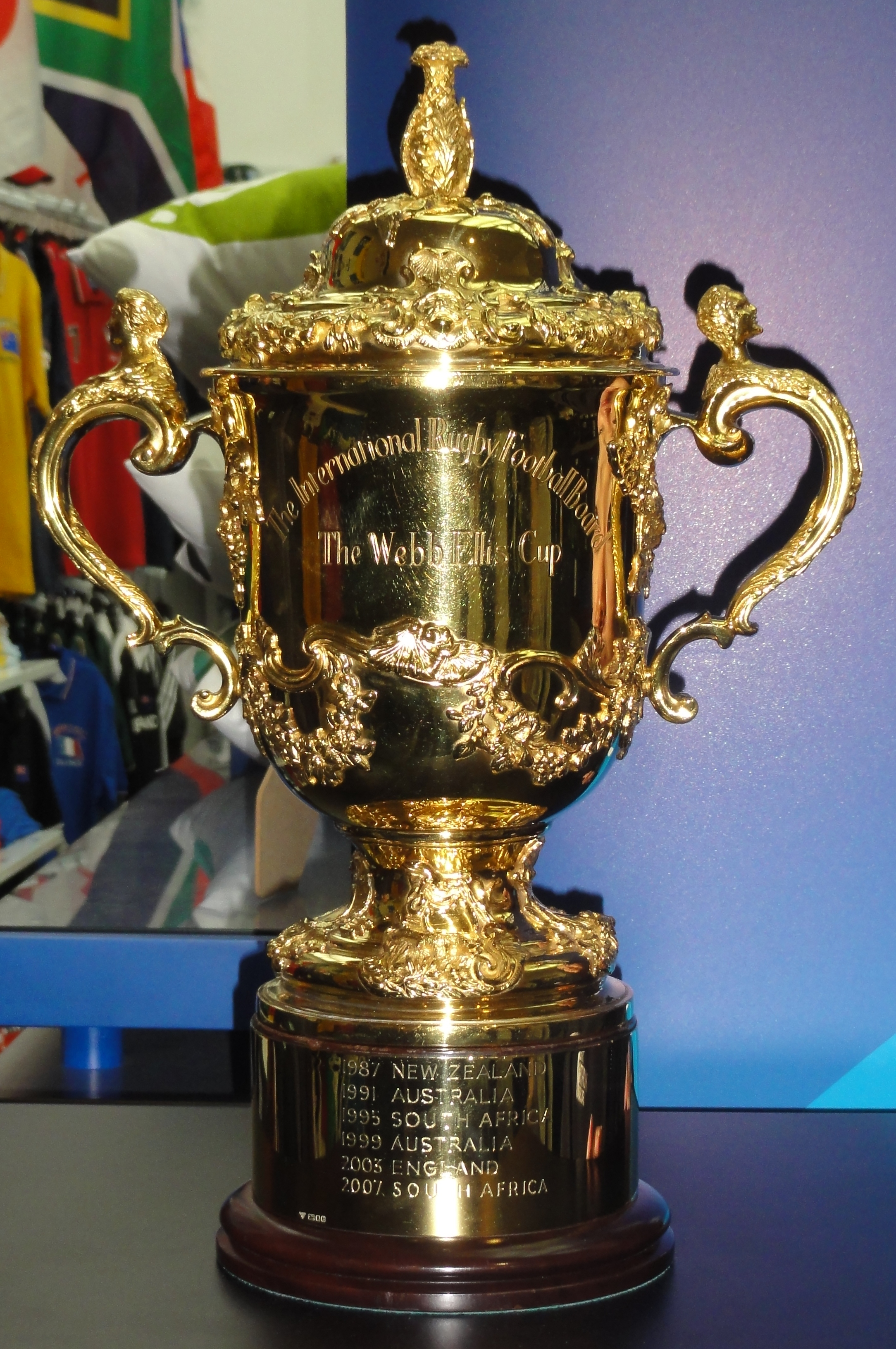
Der Webb Ellis Cup

Die Rugby-Union-Weltmeisterschaft 1987 (englisch 1987 Rugby World Cup; Maori Ipu o te Ao Whutupōro 1987) fand vom 22. Mai bis zum 20. Juni 1987 in Neuseeland und Australien statt. Es war die erste Weltmeisterschaft im vierjährlichen Turnierzyklus, der vom Weltverband International Rugby Football Board (IRFB; jetzt World Rugby) organisiert wird.
16 Rugby-Union-Nationalmannschaften nahmen an der Weltmeisterschaft teil: Die damals sieben Mitglieder des IRFB (Australien, England, Frankreich, Irland, Neuseeland, Schottland und Wales), sowie die führenden Nichtmitglieder auf Einladung des IRFB (Argentinien, Fidschi, Italien, Japan, Kanada, Rumänien, Simbabwe, Tonga und die Vereinigten Staaten). Westsamoa wurde trotz eines höheren Spielniveaus im Vergleich zu einigen der eingeladenen Mannschaften nicht berücksichtigt. Die Sowjetunion wurde eingeladen, lehnte aufgrund der südafrikanischen Mitgliedschaft im IRFB aber ab. Südafrika durfte aufgrund des Sportboykotts wegen seiner Apartheidspolitik nicht an der Weltmeisterschaft teilnehmen.
Während der Rugby-Union-Weltmeisterschaft 1987 wurden 32 Spiele absolviert, darunter 24 in der Vorrunde und acht in der Finalrunde, einschließlich des Finales. Die Mannschaften wurden in vier Gruppen zu je vier Teams eingeteilt, wobei jedes einmal gegen die anderen der Gruppe antrat. Die beiden besten Mannschaften jeder Gruppe erreichten hiernach das Viertelfinale. Diese Mannschaften qualifizierten sich auch direkt für die darauf folgende Rugby-Union-Weltmeisterschaft 1991 in den damaligen Five Nations.
Weltmeister wurden die neuseeländischen All Blacks, die im Finale in Auckland die französischen Les Tricolores mit 29:9 schlugen und damit der erste Weltmeister wurden. Wales wurde Dritter und Australien Vierter; interessanterweise schlossen die vier Gruppensieger das Turnier als die vier besten Mannschaften ab. Das Viertelfinale zwischen Frankreich und Australien, das Les Bleus gegen die Wallabies mit 30:24 gewannen, gilt als eines der besten Spiele der Rugby-Union-Weltmeisterschaftsgeschichte.

## Vergabe
Zu Beginn der 1980er Jahre kam die Idee einer Weltmeisterschaft auf, wurde jedoch 1983 bei einer Sitzung des International Rugby Football Board (IRFB, heute World Rugby) abgelehnt. Der australische und der neuseeländische Verband verfassten daraufhin unabhängig voneinander einen Brief, der das IRFB aufforderte, eine Weltmeisterschaft durchzuführen. 1985 wurde diese Idee trotz Widerstandes, besonders der irischen und britischen Delegationsmitglieder, angenommen. Australien und Neuseeland veranstalteten folgerichtig die erste Weltmeisterschaft. Die entscheidende Stimme kam von den Südafrikanern, die das Projekt befürworteten, obwohl sie wussten, dass ein Boykott wegen der Apartheid es ihnen unmöglich machen würde, an dem Wettbewerb teilzunehmen.

## Qualifikation
Automatisch teilnahmeberechtigt waren die sieben Mitglieder des International Rugby Football Board. Neben den beiden Gastgebern Australien und Neuseeland waren dies Frankreich und die Home Nations: England, Irland, Schottland und Wales. Südafrika, ein weiteres Mitglied des IRFB, wurde 1984 wegen der Apartheidspolitik von der Teilnahme an der WM ausgeschlossen; allerdings trugen Nationalmannschaften anderer Teilnehmer auch danach Spiele gegen die Springboks aus. Für die übrigen neun Startplätze gab es kein Qualifikationsturnier. Die Mannschaften aus Argentinien, Fidschi, Italien, Japan, Kanada, Simbabwe, Tonga und den Vereinigten Staaten wurden von den Organisatoren eingeladen. An Samoa erging keine Einladung, obwohl seine Mannschaft in der (damals inoffiziellen) Weltrangliste besser platziert war als jene Tongas. Die Mannschaft der Sowjetunion wurde ebenfalls eingeladen, doch der sowjetische Verband lehnte eine Teilnahme am Turnier als politischen Protest gegen die fortgesetzte Mitgliedschaft Südafrikas im IRFB ab. Diesen Startplatz erhielt stattdessen die rumänische Mannschaft.

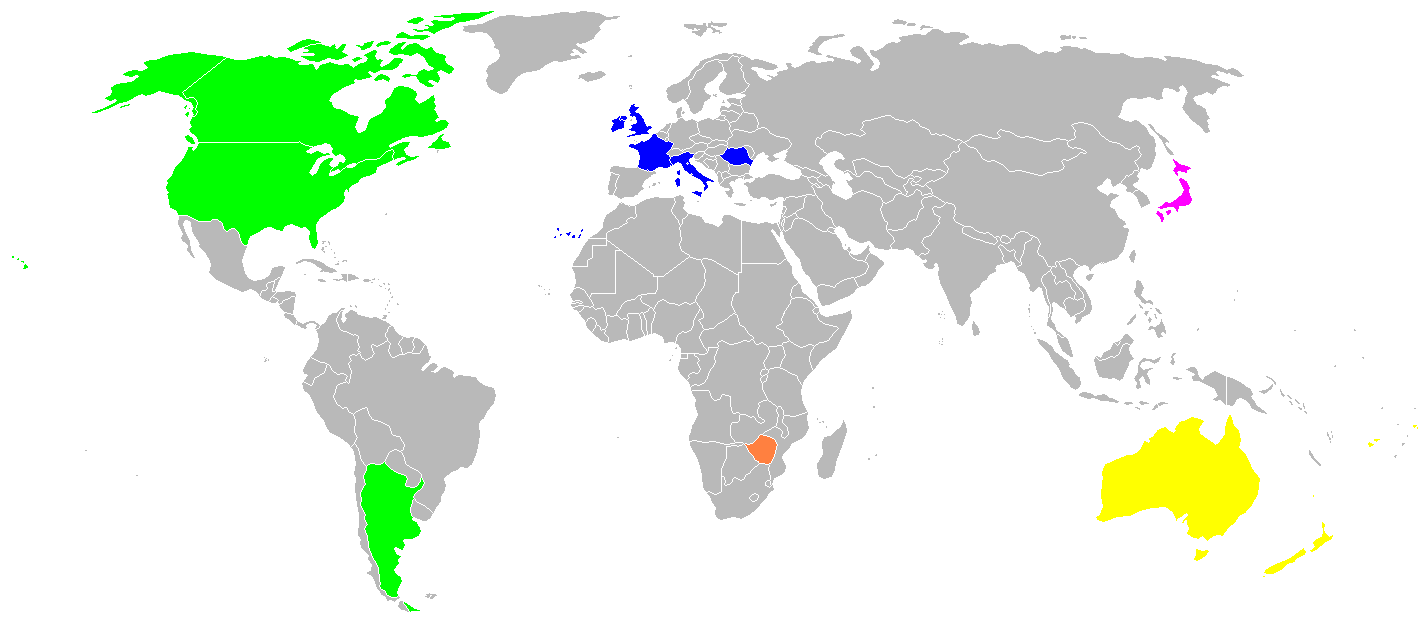
Die 16 eingeladenen Teams nach Kontinentalverbänden.
Afrika
Amerika
Asien
Europa/Nordasien
Ozeanien

Teilnehmende Länder der Rugby-Union-Weltmeisterschaft 1987:
Gastgeber
Mitglied des IRFB
Eingeladen vom IRFB
Nachrücker, weil die UdSSR boykottierte
Keine Teilnahme

| Land               | Qualifikationsgrundlage | WM-Teilnahme | Gruppe |
| ------------------ | ----------------------- | ------------ | ------ |
| Australien         | Gastgeber               | Debüt        | 1      |
| Neuseeland         | Gastgeber               | Debüt        | 3      |
| England            | Vollmitglied            | Debüt        | 1      |
| Frankreich         | Vollmitglied            | Debüt        | 4      |
| Irland             | Vollmitglied            | Debüt        | 2      |
| Schottland         | Vollmitglied            | Debüt        | 4      |
| Wales              | Vollmitglied            | Debüt        | 2      |
| Argentinien        | Einladung               | Debüt        | 3      |
| Kanada             | Einladung               | Debüt        | 2      |
| Fidschi            | Einladung               | Debüt        | 3      |
| Italien            | Einladung               | Debüt        | 3      |
| Japan              | Einladung               | Debüt        | 1      |
| Rumänien           | Einladung               | Debüt        | 4      |
| Simbabwe           | Einladung               | Debüt        | 4      |
| Tonga              | Einladung               | Debüt        | 2      |
| Vereinigte Staaten | Einladung               | Debüt        | 1      |

## Austragungsorte
21 Spiele wurden in Neuseeland ausgetragen, elf in Australien.
| Auckland |

| Christchurch |

| Dunedin |

| Hamilton |

| Invercargill |

| Napier |

| Palmerston North |

| Rotorua |

| Wellington |

| Auckland |

| Christchurch |

| Dunedin |

| Hamilton |

| Invercargill |

| Napier |

| Palmerston North |

| Rotorua |

| Wellington |

| Brisbane |

| Sydney |

| Brisbane |

| Sydney |

## Format
Die Rugby-Union-Weltmeisterschaft 1987 wurde über 29 Tage zwischen 16 verschiedenen Mannschaften über 32 Spiele ausgetragen. Sie begann am 22. Mai 1987 im Eden Park in Auckland mit dem Eröffnungsspiel zwischen dem Mitgastgeber Neuseeland und Italien. Das Turnier endete am 20. Juni im denselben Stadion mit dem Finale zwischen Neuseeland und Frankreich, wobei die All Blacks den Webb Ellis Cup gewannen.

### Spielplan
Die nachfolgende Tabelle zeigt das tägliche Programm der Rugby-Union-Weltmeisterschaft 1987. Dabei steht ein rotes Kästchen für die Eröffnungs- und Schlusszeremonie, ein violettes Kästchen für Vorrundenspiele, ein grünes Kästchen für Finalrundenspiele, ein blaues Kästchen für das Spiel um Platz 3 und ein gelbes Kästchen für das Finale.
| Gruppenphase Mai/Juni | Fr. 22. | Sa. 23. | So. 24. | Mo. 25. | Di. 26. | Mi. 27. | Do. 28. | Fr. 29. | Sa. 30. | So. 31. | Mo. 1.  | Di. 2.  | Mi. 3.  | Do. 4.  | Fr. 5.  |
| --------------------- | ------- | ------- | ------- | ------- | ------- | ------- | ------- | ------- | ------- | ------- | ------- | ------- | ------- | ------- | ------- |
| Zeremonien            |         |         |         |         |         |         |         |         |         |         |         |         |         |         |         |
| Gruppe 1              |         | 1       | 1       |         |         |         |         |         | 1       | 1       |         |         | 2       |         |         |
| Gruppe 2              |         |         | 1       | 1       |         |         |         | 1       | 1       |         |         |         | 2       |         |         |
| Gruppe 3              | 1       |         | 1       |         |         | 1       | 1       |         |         | 1       | 1       |         |         |         |         |
| Gruppe 4              |         | 2       |         |         |         |         | 1       |         | 1       |         |         | 2       |         |         |         |
| Finalrunde Juni       | Sa. 6.  | So. 7.  | Mo. 8.  | Di. 9.  | Mi. 10. | Do. 11. | Fr. 12. | Sa. 13. | So. 14. | Mo. 15. | Di. 16. | Mi. 17. | Do. 18. | Fr. 19. | Sa. 20. |
| Zeremonien            |         |         |         |         |         |         |         |         |         |         |         |         |         |         |         |
| Finalrunde            | 1       | 2       | 1       |         |         |         |         | 1       | 1       |         |         |         | 1       |         | 1       |

| Farblegende                  |
| Eröffnungs- und Schlussfeier |
| Gruppenspiele                |
| Finalrunde                   |
| Spiel um Platz 3             |
| Finale                       |

### Gruppen
| Gruppe 1                                    | Gruppe 2                  | Gruppe 3                               | Gruppe 4                                |
| ------------------------------------------- | ------------------------- | -------------------------------------- | --------------------------------------- |
| Australien England Japan Vereinigte Staaten | Kanada Irland Tonga Wales | Argentinien Fidschi Italien Neuseeland | Frankreich Rumänien Schottland Simbabwe |

Die Vorrundenspiele waren unter den Gastgebern folgendermaßen aufgeteilt:
- Gruppe 1 wurde in Australien ausgetragen
- Aus Gruppe 2 wurden fünf Spiele in Neuseeland ausgetragen und eines in Australien
- Gruppe 3 wurde in Neuseeland ausgetragen
- Gruppe 4 wurde in Neuseeland ausgetragen

### Vorrunde
Die erste Rugby-Union-Weltmeisterschaft wurde zwischen 16 Nationalmannschaften ausgespielt. Es gab keine Qualifikation zur Weltmeisterschaft, da die Mannschaften vom International Rugby Football Board eingeladen wurden. Für die Vorrunde wurden die 16 teilnehmenden Mannschaften in vier Gruppen zu je vier Mannschaften eingeteilt; jede Mannschaft bestritt ein Spiel gegen jede andere Mannschaft in derselben Gruppe, demzufolge absolvierte jedes Team drei Spiele in der Vorrunde. Für einen Sieg gab es zwei Tabellenpunkte, für ein Unentschieden einen Punkt und keinen Punkt für eine Niederlage; hatten zwei Mannschaften dieselbe Anzahl Tabellenpunkte, wurde der Tabellenrang nach Anzahl gelegter Versuche ermittelt, anstelle der Gesamtpunktzahl (andererseits hätte Argentinien in der Gruppe C den zweiten Platz erreicht, vor Fidschi; Frankreich wäre Gruppenerster geblieben).
Die Tabellenränge wurden anhand des folgenden Punktesystems ermittelt:
- Zwei Spielpunkte für einen Sieg;
- Einen für ein Unentschieden;
- Keinen für eine Niederlage.

Am Ende der Vorrunde wurden die Mannschaften, basierend auf den gesammelten Spielpunkten, vom ersten bis zum vierten Platz eingestuft, wobei die beiden besten Mannschaften das Viertelfinale erreichten. Waren zwei Teams punktgleich, wurde die Platzierung nach Anzahl gelegter Versuche ermittelt.

### Finalrunde
Ab dieser Phase nahm das Turnier ein K.-o.-System an bestehend aus acht Spielen: vier Viertelfinals, zwei Halbfinals, ein Spiel um Platz 3 und das Finale.
Die Gruppenersten und -zweiten erreichten jeweils die Finalrunde. Dabei trafen die Gruppenersten im Viertelfinale auf die Gruppenzweiten der anderen Gruppe, beispielsweise traf der Erste der Gruppe 1 auf den Zweiten der Gruppe 2 und der Erste der Gruppe 2 auf den Zweiten der Gruppe 1. Teams aus derselben Gruppe konnten erst wieder im Spiel um Platz 3 oder dem Finale aufeinandertreffen.
Die Finalrunde begann mit den Viertelfinalspielen. Jedes Spiel musste zwingend mit einem Sieg enden. Stand es in einer Begegnung nach der regulären Spielzeit von 80 Minuten unentschieden, folgte eine Verlängerung von 2 × 10 Minuten. War noch immer kein Sieger ermittelt, gab es eine weitere Verlängerung von zehn Minuten Dauer mit Sudden Death. Wenn auch nach insgesamt 110 Minuten immer noch kein Sieger feststand, wäre der Sieger in einem Platztrittschießen zu den Torstangen bestimmt worden.

### Einfluss auf die WM-Qualifikation 1991
Die acht Viertelfinalmannschaften qualifizierten sich direkt für die darauf folgende Weltmeisterschaft 1991 in England. Diese waren Australien, England, Fidschi, Frankreich, Irland, Neuseeland, Schottland und Wales.

## Schiedsrichter
Während des Turnieres wurden 14 Schiedsrichter eingesetzt.
| - Kerry Fitzgerald (Australien) - Bob Fordham (Australien) - Fred Howard (England) - Roger Quittenton (England) - René Hourquet (Frankreich) - Guy Maurette (Frankreich) - David Burnett (Irland) | - Stephen Hilditch (Irland) - Dave Bishop (Neuseeland) - Keith Lawrence (Neuseeland) - Brian Anderson (Schottland) - Jim Fleming (Schottland) - Derek Bevan (Wales) - Clive Norling (Wales) |

## Vorrunde
Die zwei besten Teams jeder Gruppe qualifizierten sich für das Viertelfinale.

### Gruppe 1
|    | Land               | Spiele | Siege | Unent. | Ndlg. | Spiel- punkte | Diff. | Tabellen- punkte |
| -- | ------------------ | ------ | ----- | ------ | ----- | ------------- | ----- | ---------------- |
| 1. | Australien         | 3      | 3     | 0      | 0     | 108:041       | + 67  | 6                |
| 2. | England            | 3      | 2     | 0      | 1     | 100:032       | + 68  | 4                |
| 3. | Vereinigte Staaten | 3      | 1     | 0      | 2     | 039:099       | − 60  | 2                |
| 4. | Japan              | 3      | 0     | 0      | 3     | 048:123       | − 75  | 0                |

| 23. Mai 1987 | Australien | 19 : 6 | England | Concord Oval, Sydney |
| 23. Mai 1987 |            |        |         | Concord Oval, Sydney |

| 24. Mai 1987 | Japan | 18 : 21 | Vereinigte Staaten | Ballymore Stadium, Brisbane |
| 24. Mai 1987 |       |         |                    | Ballymore Stadium, Brisbane |

| 30. Mai 1987 | England | 60 : 7 | Japan | Concord Oval, Sydney |
| 30. Mai 1987 |         |        |       | Concord Oval, Sydney |

| 31. Mai 1987 | Australien | 47 : 12 | Vereinigte Staaten | Ballymore Stadium, Brisbane |
| 31. Mai 1987 |            |         |                    | Ballymore Stadium, Brisbane |

| 3. Juni 1987 | Australien | 42 : 23 | Japan | Concord Oval, Sydney |
| 3. Juni 1987 |            |         |       | Concord Oval, Sydney |

| 3. Juni 1987 | England | 34 : 6 | Vereinigte Staaten | Concord Oval, Sydney |
| 3. Juni 1987 |         |        |                    | Concord Oval, Sydney |

### Gruppe 2

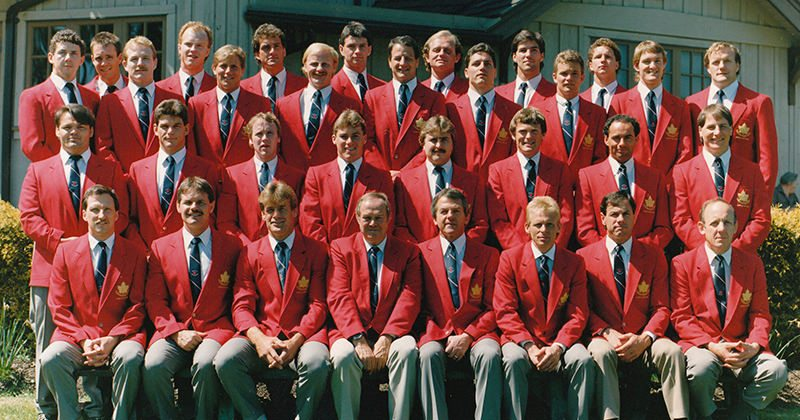
Die kanadische Rugby-Union-Nationalmannschaft bei der Weltmeisterschaft 1987

|    | Land   | Spiele | Siege | Unent. | Ndlg. | Spiel- punkte | Diff. | Tabellen- punkte |
| -- | ------ | ------ | ----- | ------ | ----- | ------------- | ----- | ---------------- |
| 1. | Wales  | 3      | 3     | 0      | 0     | 82:31         | + 51  | 6                |
| 2. | Irland | 3      | 2     | 0      | 1     | 84:41         | + 43  | 4                |
| 3. | Kanada | 3      | 1     | 0      | 2     | 65:90         | − 25  | 2                |
| 4. | Tonga  | 3      | 0     | 0      | 3     | 29:98         | − 69  | 0                |

| 24. Mai 1987 | Kanada | 37 : 4 | Tonga | McLean Park, Napier |
| 24. Mai 1987 |        |        |       | McLean Park, Napier |

| 25. Mai 1987 | Irland | 6 : 13 | Wales | Athletic Park, Wellington |
| 25. Mai 1987 |        |        |       | Athletic Park, Wellington |

| 29. Mai 1987 | Tonga | 16 : 29 | Wales | Showgrounds Oval, Palmerston North |
| 29. Mai 1987 |       |         |       | Showgrounds Oval, Palmerston North |

| 30. Mai 1987 | Kanada | 19 : 46 | Irland | Carisbrook, Dunedin |
| 30. Mai 1987 |        |         |        | Carisbrook, Dunedin |

| 3. Juni 1987 | Irland | 32 : 9 | Tonga | Ballymore Stadium, Brisbane |
| 3. Juni 1987 |        |        |       | Ballymore Stadium, Brisbane |

| 3. Juni 1987 | Kanada | 9 : 40 | Wales | Rugby Park Stadium, Invercargill |
| 3. Juni 1987 |        |        |       | Rugby Park Stadium, Invercargill |

### Gruppe 3
|    | Land        | Spiele | Siege | Unent. | Ndlg. | Spiel- punkte | Diff. | Tabellen- punkte |
| -- | ----------- | ------ | ----- | ------ | ----- | ------------- | ----- | ---------------- |
| 1. | Neuseeland  | 3      | 3     | 0      | 0     | 190:034       | + 156 | 6                |
| 2. | Fidschi     | 3      | 1     | 0      | 2     | 056:101       | − 45  | 2                |
| 3. | Italien     | 3      | 1     | 0      | 2     | 040:110       | − 70  | 2                |
| 4. | Argentinien | 3      | 1     | 0      | 2     | 049:090       | − 41  | 2                |

| 22. Mai 1987 | Neuseeland | 70 : 6 | Italien | Eden Park, Auckland |
| 22. Mai 1987 |            |        |         | Eden Park, Auckland |

| 24. Mai 1987 | Argentinien | 9 : 28 | Fidschi | Rugby Park, Hamilton |
| 24. Mai 1987 |             |        |         | Rugby Park, Hamilton |

| 27. Mai 1987 | Neuseeland | 74 : 13 | Fidschi | Lancaster Park, Christchurch |
| 27. Mai 1987 |            |         |         | Lancaster Park, Christchurch |

| 28. Mai 1987 | Argentinien | 25 : 16 | Italien | Lancaster Park, Christchurch |
| 28. Mai 1987 |             |         |         | Lancaster Park, Christchurch |

| 31. Mai 1987 | Fidschi | 15 : 18 | Italien | Carisbrook, Dunedin |
| 31. Mai 1987 |         |         |         | Carisbrook, Dunedin |

| 1. Juni 1987 | Neuseeland | 46 : 15 | Argentinien | Athletic Park, Wellington |
| 1. Juni 1987 |            |         |             | Athletic Park, Wellington |

### Gruppe 4
|    | Land       | Spiele | Siege | Unent. | Ndlg. | Spiel- punkte | Diff. | Tabellen- punkte |
| -- | ---------- | ------ | ----- | ------ | ----- | ------------- | ----- | ---------------- |
| 1. | Frankreich | 3      | 2     | 1      | 0     | 145:044       | + 101 | 5                |
| 2. | Schottland | 3      | 2     | 1      | 0     | 135:069       | + 66  | 5                |
| 3. | Rumänien   | 3      | 1     | 0      | 2     | 061:130       | − 69  | 2                |
| 4. | Simbabwe   | 3      | 0     | 0      | 3     | 053:151       | − 98  | 0                |

| 23. Mai 1987 | Rumänien | 21 : 20 | Simbabwe | Eden Park, Auckland |
| 23. Mai 1987 |          |         |          | Eden Park, Auckland |

| 23. Mai 1987 | Frankreich | 20 : 20 | Schottland | Lancaster Park, Christchurch |
| 23. Mai 1987 |            |         |            | Lancaster Park, Christchurch |

| 28. Mai 1987 | Frankreich | 55 : 12 | Rumänien | Athletic Park, Wellington |
| 28. Mai 1987 |            |         |          | Athletic Park, Wellington |

| 30. Mai 1987 | Schottland | 60 : 21 | Simbabwe | Athletic Park, Wellington |
| 30. Mai 1987 |            |         |          | Athletic Park, Wellington |

| 2. Juni 1987 | Rumänien | 28 : 55 | Schottland | Carisbrook, Dunedin |
| 2. Juni 1987 |          |         |            | Carisbrook, Dunedin |

| 2. Juni 1987 | Frankreich | 70 : 12 | Simbabwe | Eden Park, Auckland |
| 2. Juni 1987 |            |         |          | Eden Park, Auckland |

## Finalrunde
|  | Viertelfinale | Viertelfinale |            |            | Halbfinale       | Halbfinale |  |  | Finale | Finale |
|  |               |               |            |            |                  |            |  |  |        |        |
|  |               |               |            |            |                  |            |  |  |        |        |
|  | Neuseeland    | 30            |            |            |                  |            |  |  |        |        |
|  | Neuseeland    | 30            |            |            |                  |            |  |  |        |        |
|  | Schottland    | 3             |            |            |                  |            |  |  |        |        |
|  | Schottland    | 3             | Neuseeland | 49         |                  |            |  |  |        |        |
|  |               |               | Neuseeland | 49         |                  |            |  |  |        |        |
|  |               | Wales         | 6          |            |                  |            |  |  |        |        |
|  | England       | Wales         | 6          | 3          |                  |            |  |  |        |        |
|  | England       |               |            | 3          |                  |            |  |  |        |        |
|  | Wales         | 16            |            |            |                  |            |  |  |        |        |
|  |               |               | Neuseeland | 29         |                  |            |  |  |        |        |
|  |               |               |            | Frankreich | 9                |            |  |  |        |        |
|  | Fidschi       | 16            |            |            |                  |            |  |  |        |        |
|  | Frankreich    | 31            |            |            |                  |            |  |  |        |        |
|  | Frankreich    | 31            | Frankreich | 30         |                  |            |  |  |        |        |
|  |               |               | Frankreich | 30         | Spiel um Platz 3 |            |  |  |        |        |
|  |               | Australien    | 24         |            |                  |            |  |  |        |        |
|  | Australien    | Australien    | 24         | 33         | Australien       | 21         |  |  |        |        |
|  | Australien    |               |            | 33         | Australien       | 21         |  |  |        |        |
|  | Irland        | 15            |            | Wales      | 22               |            |  |  |        |        |
|  | Irland        | 15            |            |            | 22               |            |  |  |        |        |
|  |               |               |            |            |                  |            |  |  |        |        |

### Viertelfinale
| 6. Juni 1987 | Neuseeland | 30 : 3 | Schottland | Lancaster Park, Christchurch |
| 6. Juni 1987 |            |        |            | Lancaster Park, Christchurch |

| 6. Juni 1987 | Australien | 33 : 15 | Irland | Concord Oval, Sydney |
| 6. Juni 1987 |            |         |        | Concord Oval, Sydney |

| 7. Juni 1987 | Fidschi | 16 : 31 | Frankreich | Eden Park, Auckland |
| 7. Juni 1987 |         |         |            | Eden Park, Auckland |

| 8. Juni 1987 | England | 3 : 16 | Wales | Ballymore Stadium, Brisbane |
| 8. Juni 1987 |         |        |       | Ballymore Stadium, Brisbane |

### Halbfinale
| 13. Juni 1987 | Australien | 24 : 30 | Frankreich | Concord Oval, Sydney |
| 13. Juni 1987 |            |         |            | Concord Oval, Sydney |

| 14. Juni 1987 | Neuseeland | 49 : 6 | Wales | Ballymore Stadium, Brisbane |
| 14. Juni 1987 |            |        |       | Ballymore Stadium, Brisbane |

### Spiel um Platz 3
| 18. Juni 1987 | Australien | 21 : 22 | Wales | Rotorua International Stadium, Rotorua |
| 18. Juni 1987 |            |         |       | Rotorua International Stadium, Rotorua |

### Finale
| 20. Juni 1987 | Neuseeland | 29 : 9 | Frankreich | Eden Park, Auckland |
| 20. Juni 1987 |            |        |            | Eden Park, Auckland |

Neuseeland
(Erster Titel)

## Statistiken

### Mannschaften
Die Tabelle führt die 16 teilnehmenden Mannschaften nach ihrem Abschneiden bei der Rugby-Union-Weltmeisterschaft 1987 auf.

Ergebnis der Rugby-Union-Weltmeisterschaft 1987:
Sieger
Finalist
3. Platz
4. Platz
Viertelfinalteilnahme
In der Gruppenphase ausgeschieden
Keine Teilnahme

| Mannschaft         | Spiele | Siege | Unent. | Ndlg. | Punkte | Versuche | Erhöh- ungen | Straf- tritte | Drop- goals |
| ------------------ | ------ | ----- | ------ | ----- | ------ | -------- | ------------ | ------------- | ----------- |
| Neuseeland         | 6      | 6     | 0      | 0     | 298    | 43       | 30           | 21            | 1           |
| Frankreich         | 6      | 4     | 1      | 1     | 215    | 34       | 26           | 8             | 1           |
| Australien         | 6      | 4     | 0      | 2     | 186    | 26       | 20           | 12            | 2           |
| Schottland         | 4      | 2     | 1      | 1     | 138    | 22       | 16           | 6             | 0           |
| Wales              | 6      | 5     | 0      | 1     | 126    | 20       | 11           | 5             | 3           |
| England            | 4      | 2     | 0      | 2     | 103    | 15       | 11           | 7             | 0           |
| Irland             | 4      | 2     | 0      | 2     | 99     | 13       | 10           | 7             | 2           |
| Fidschi            | 4      | 1     | 0      | 3     | 72     | 8        | 5            | 9             | 1           |
| Kanada             | 3      | 1     | 0      | 2     | 65     | 8        | 3            | 8             | 1           |
| Rumänien           | 3      | 1     | 0      | 2     | 61     | 6        | 2            | 11            | 0           |
| Simbabwe           | 3      | 0     | 0      | 3     | 53     | 5        | 3            | 9             | 0           |
| Argentinien        | 3      | 1     | 0      | 2     | 49     | 4        | 3            | 9             | 0           |
| Japan              | 3      | 0     | 0      | 3     | 48     | 7        | 1            | 5             | 1           |
| Italien            | 3      | 1     | 0      | 2     | 40     | 5        | 1            | 4             | 2           |
| Vereinigte Staaten | 3      | 1     | 0      | 2     | 39     | 5        | 5            | 2             | 1           |
| Tonga              | 3      | 0     | 0      | 3     | 29     | 3        | 1            | 5             | 0           |
| Gesamt             | 32     |       |        |       | 1621   | 224      | 148          | 128           | 15          |

### Meiste erzielte Punkte
| Rang | Spieler                     | Mannschaft  | Position         | Spiele | Versuche | Erhöh- ungen | Straf- tritte | Drop- goals | Total |
| ---- | --------------------------- | ----------- | ---------------- | ------ | -------- | ------------ | ------------- | ----------- | ----- |
| 1.   | Grant Fox                   | Neuseeland  | Verbindungshalb  | 6      | 0        | 30           | 21            | 1           | 126   |
| 2.   | Michael Lynagh              | Australien  | Verbindungshalb  | 6      | 0        | 20           | 12            | 2           | 82    |
| 3.   | Gavin Hastings              | Schottland  | Schlussmann      | 4      | 3        | 16           | 6             | 0           | 62    |
| 4.   | Didier Camberabero          | Frankreich  | Verbindungshalb  | 5      | 4        | 14           | 3             | 0           | 53    |
| 5.   | Jon Webb                    | England     | Schlussmann      | 4      | 0        | 11           | 7             | 0           | 43    |
| 6.   | Guy Laporte                 | Frankreich  | Verbindungshalb  | 3      | 2        | 11           | 3             | 1           | 42    |
| 7.   | Paul Thorburn               | Wales       | Schlussmann      | 6      | 0        | 11           | 5             | 0           | 37    |
| 8.   | Mike Kiernan                | Irland      | Innendreiviertel | 3      | 1        | 7            | 5             | 1           | 36    |
| 9.   | Severo Koroduadua Waqanibau | Fidschi     | Schlussmann      | 4      | 0        | 4            | 9             | 0           | 35    |
| 10.  | Hugo Porta                  | Argentinien | Verbindungshalb  | 3      | 0        | 3            | 9             | 0           | 33    |

Quelle:

### Meiste erzielte Versuche
| Rang | Spieler            | Mannschaft | Position         | Spiele | Versuche |
| ---- | ------------------ | ---------- | ---------------- | ------ | -------- |
| 1.   | Craig Green        | Neuseeland | Außendreiviertel | 5      | 6        |
|      | John Kirwan        | Neuseeland | Außendreiviertel | 6      | 6        |
| 3.   | Mike Harrison      | England    | Außendreiviertel | 4      | 5        |
|      | Matthew Burke      | Australien | Außendreiviertel | 5      | 5        |
|      | John Gallagher     | Neuseeland | Schlussmann      | 5      | 5        |
|      | David Kirk         | Neuseeland | Gedrängehalb     | 6      | 5        |
|      | Alan Whetton       | Neuseeland | Flügelstürmer    | 6      | 5        |
| 8.   | John Jeffrey       | Schottland | Flügelstürmer    | 3      | 4        |
|      | Matt Duncan        | Schottland | Außendreiviertel | 4      | 4        |
|      | Hugo MacNeill      | Irland     | Schlussmann      | 4      | 4        |
|      | Alan Tait          | Schottland | Innendreiviertel | 4      | 4        |
|      | Didier Camberabero | Frankreich | Verbindungshalb  | 5      | 4        |
|      | Ieuan Evans        | Wales      | Außendreiviertel | 5      | 4        |
|      | Patrice Lagisquet  | Frankreich | Außendreiviertel | 5      | 4        |
|      | Laurent Rodriguez  | Frankreich | Außendreiviertel | 5      | 4        |
|      | David Campese      | Australien | Außendreiviertel | 6      | 4        |
|      | Denis Charvet      | Frankreich | Außendreiviertel | 6      | 4        |

Quelle: